# Верхнеобливское сельское поселение
Верхнеобливское сельское поселение — муниципальное образование в Тацинском районе Ростовской области. 
Административный центр поселения — хутор Верхнеобливский.

## Административное устройство
В состав Верхнеобливского сельского поселения входят:
- хутор Верхнеобливский;
- хутор Андреев;
- хутор Гринёв;
- хутор Калмыков;
- хутор Качалин;
- хутор Краснокомиссаровка;
- хутор Лесной;
- хутор Майоро-Белашовка;
- хутор Малокачалин;
- хутор Новомарьевка;
- хутор Новониколаевский;
- хутор Поляков;
- хутор Яново-Петровский.

## Население
| 2010  | 2012  | 2013  | 2014  | 2015  | 2016  | 2017  |
| ----- | ----- | ----- | ----- | ----- | ----- | ----- |
| 1760  | ↘1706 | ↘1627 | ↘1552 | ↘1477 | ↘1453 | ↘1441 |
| 2018  | 2019  | 2020  | 2021  |       |       |       |
| ↘1410 | ↘1368 | ↘1328 | ↘1290 |       |       |       |